# Oblężenie bazyliki Narodzenia Pańskiego w Betlejem
Oblężenie bazyliki Narodzenia Pańskiego w Betlejem – trwało od 2 kwietnia do 10 maja 2002, było częścią izraelskiej operacji Ochronna Tarcza (hebr. מבצע חומת מגן, Mivtza Homat Magen) Sił Obronnych Izraela, w której zajęto część miasta, próbując ująć palestyńskich bojowników.
Dziesiątki Palestyńczyków szukało schronienia we wnętrzu bazyliki Narodzenia Pańskiego. Po 39 dniach bojownicy poddali się, zawarto umowę, w ramach której opuścili Betlejem, część z nich wyemigrowała do Europy, część trafiła do Strefy Gazy. W czasie oblężenia przebywali na terenie kompleksu, należący do lokalnych wspólnot, franciszkanie, mnisi greccy i ormiańscy. Jednym z nich był Polak o. Seweryn Lubecki.

## Przyczyny
Dowódcy izraelscy spodziewali się, iż operacja w Betlejem będzie szybka i prosta, po tym jak w poprzednich miesiącach żołnierze Brygady Spadochronowej IDF kilkukrotnie działali na terenie miasta. Misja została powierzona rezerwowej brygadzie piechoty – Brygadzie Jerozolimskiej – pod dowództwem płk. Ramiego Tzur-Hachama. Podczas wcześniejszych działań w Betlejem poszukiwane osoby również szukały schronienia w zabudowaniach kompleksu bazylikowego. Tym razem elitarna grupa Yehidat Shaldag (z hebr. Jednostka Zimorodka) Izraelskich Sił Powietrznych została wysłana, by odciąć drogę do wejścia na teren świątyni.

## Oblężenie
Snajperzy izraelscy zajęli miejsca na budynkach otaczających kompleks bazyliki 3 kwietnia. Tego samego dnia na plac Żłóbka wjechały izraelskie czołgi. Izraelskie media informowały, iż rząd uważa używanie miejsc świętych jako tarczy za cyniczne. Zwracano uwagę, że palestyńscy bojownicy strzelali z kościoła w kierunku żołnierzy izraelskich. Łaciński patriarcha Jerozolimy Michel Sabbah w oficjalnym oświadczeniu stwierdził: Bazylika jest miejscem schronienia dla każdego, nawet dla walczących, tak długo, dopóki gotowi są oni odłożyć broń. Mamy obowiązek udzielić schronienia zarówno Palestyńczykom, jak i Żydom. Bazylika, według obowiązującego na jej terenie od czasów tureckich status quo, nie znajduje się pod jurysdykcją patriarchy łacińskiego, on sam jako głowa Kościoła łacińskiego w Palestynie może wchodzić na jej teren tylko w asyście franciszkanów z Kustodii Ziemi Świętej. Pod jurysdykcją Sabbaha był przylegający do bazyliki kościół parafialny pw. św. Katarzyny Aleksandryjskiej. Izraelscy dowódcy wojskowi ustanowili główne centrum dowodzenia w znajdującym się przy placu Żłóbka „Peace Center”.
Bojownicy znajdujący się we wnętrzu bazyliki podzieleni byli na sześć grup. Utrzymywali kontakt ze światem zewnętrznym przez telefony komórkowe. Sypiali na posadzce bazyliki i w celach mnichów prawosławnych. Kilkukrotnie nie działały sanitariaty z powodu przerw w dostawie wody. W czasie oblężenia snajperzy izraelscy zastrzelili siedmiu bojowników ze swoich pozycji na dachach arabskich budynków wokół kompleksu. Według świadectw, wojsko izraelskie używało też zielonych promieni laserowych do odnajdywania celu w nocy. Ranny został jeden z ormiańskich mnichów.
Główny ostrzał spowodował pożar. Izraelskie dowództwo poinformowało, iż bojownicy, strzelając z dzwonnicy, zranili dwóch żandarmów izraelskich z oddziałów policji granicznej, znajdujących się w punkcie obserwacyjnym na jednym z dachów. Wojsko izraelskie odpowiedziało ogniem, rzucając również granat dymny, który zaprószył ogień w jednym z pomieszczeń urzędu parafialnego przy dziedzińcu przed kościołem św. Katarzyny (łacińska część kompleksu). Zabito pierwszego z bojowników palestyńskich.
7 kwietnia Watykan wezwał Izrael do uszanowania miejsc świętych zgodnie z międzynarodowymi prawami. Rzecznik prasowy Stolicy Świętej Joaquín Navarro-Valls poinformował, iż Watykan śledzi z ogromną uwagą wszystko, co dotyczy wydarzeń w Betlejem. Jan Paweł II wezwał do modlitwy o pokój na Bliskim Wschodzie. Premier Izraela Ariel Szaron oświadczył, iż żołnierze izraelscy nie skalają świętości miejsc, jak czynią to Palestyńczycy. Izraelskie władze zamierzały utrzymać wojsko w Betlejem do momentu, w którym schwytani zostaną ukrywający się w bazylice bojownicy. Brytyjski minister spraw zagranicznych Ben Bradshaw scharakteryzował działania wojska izraelskiego jako całkowicie nie do przyjęcia.
16 kwietnia doszło do najzacieklejszej wymiany ognia w pobliżu kompleksu od początku oblężenia. Jeden z Palestyńczyków został ranny w brzuch, inny dostał ataku epilepsji. Obaj zostali ewakuowani do szpitala. Dwoje japońskich turystów przez przypadek zabłądziło w okolicach bazyliki. Zostali uratowani przez dziennikarzy. Szesnastoletni Palestyńczyk – Jihad Abu-Qamil – wyszedł z bazyliki, oddając się w ręce żołnierzy izraelskich.
23 kwietnia rozpoczęto negocjacje w Peace Center. Negocjacje prowadził reprezentant arcybiskupa Canterbury w Betlejem Andrew White. Stronę izraelską reprezentował pułkownik i prawnik zarazem Lior Lotan. W pierwszym momencie Jasir Arafat wyznaczył Salaha Tamariego jako głównego negocjatora po stronie palestyńskiej. Kolejnym głównym negocjatorem był Mohammad Rashid. Po dwóch dniach Palestyńczycy zaakceptowali wydalenie bojowników do innego przyjaznego kraju. 25 kwietnia poddało się czterech bojowników, po tym, jak zraniono dwóch innych Palestyńczyków we wnętrzu kościoła.
1 maja z terenu bazyliki wyszło 26 osób. 5 maja do Betlejem przybyli dyplomaci brytyjscy i amerykańscy. 9 maja ustalono, że 26 bojowników zostanie przewiezionych do Gazy, 85 cywili, sprawdzonych uprzednio przez żołnierzy izraelskich, zostanie wypuszczonych na wolność, 13 pozostałych uwięzionych miało zostać we wnętrzu kompleksu pod nadzorem przedstawiciela Unii Europejskiej, by następnie zostać przewiezionych do Włoch lub Hiszpanii. Pierwszym, który opuścił teren bazyliki, był gubernator Betlejem Muhammad al-Madani. 10 maja do bazyliki wszedł ambasador brytyjski Sherard Cowper-Coles wraz z 30 członkami Royal Military Police i lekarką z Royal Air Force. Ostatnim przebywającym w bazylice bojownikom nie pozwolono na pożegnanie się z rodzinami.

## Konsekwencje
W czasie oblężenia zabito ośmiu Palestyńczyków. Zraniony został jeden mnich ormiański. Izraelczycy znaleźli we wnętrzu bazyliki 40 ładunków wybuchowych. Ucierpiały samochody na parkingu pod Peace Center. Zniszczono urząd Arafata w pałacu prezydenckim w Betlejem. Międzynarodowa Rada Ochrony Zabytków i Miejsc Historycznych oceniła straty na łącznie 1 400 000 dolarów. Starty spowodowane pożarem i ostrzałem budynków sakralnych zostały ocenione na 77 000 dolarów. Przez pięć tygodni Betlejem było strefą działań wojennych.